# Boisney
Boisney é uma comuna francesa na região administrativa da Normandia, no departamento de Eure. Estende-se por uma área de 5,75 km². Em 2010 a comuna tinha 288 habitantes (densidade: 50,1 hab./km²).